# Anolis rupinae
Anolis rupinae (кастільонський аноліс) — вид ігуаноподібних ящірок родини анолісових (Dactyloidae). Ендемік Гаїті.

## Поширення і екологія
Кастільйонські аноліси мешкають в горах масиву де ла Отт на півострові Тібурон на крайньому південному заході острова Гаїті. Вони живуть у прохолодних, тінистих місцевостях у вологих тропічних лісах, серед кущів і папоротей. Зустрічаються на висоті від 400 до 1200 м над рівнем моря.

## Збереження
МСОП класифікує цей вид такий, що перебуває під загрозою зникнення. Anolis rupinae загрожує знищення природного середовища.